# Штейнпресс, Борис Соломонович
Бори́с Соломо́нович Ште́йнпресс (31 июля [13 августа] 1908, Бердянск, Таврическая губерния — 21 мая 1986, Москва) — советский музыковед

, кандидат искусствоведения (1938).

## Биография
Родился 31 июля (13 августа) 1908 года в Бердянске.
В 1931 году окончил Московскую консерваторию по классу фортепиано у Константина Игумнова. В 1926—1932 годах состоял в РАПМ. В 1931 и 1933—1936 годах преподавал в Московской консерватории, там же в 1936 году окончил аспирантуру (научный руководитель — М. В. Иванов-Борецкий).
В 1936—1937 годах Штейнпресс работал в Свердловске, читал курс истории зарубежной музыки в Свердловской консерватории и в музыкальном училище; был сотрудником редакции газеты «Уральский рабочий». В 1938 году вернулся в Москву, до 1940 года был старшим научным редактором издательства «Советская энциклопедия», преподавал в Центральном заочном музыкально-педагогическом институте, где в 1939—1941 годах заведовал кафедрой истории музыки, с 1940 года был доцентом и деканом историко-теоретического факультета.
В 1941—1943 годах Штейнпресс находился в эвакуации в Свердловске, с 1941 года заведовал музыкально-теоретическим отделением в Свердловском музыкальном училище, одновременно в 1942—1943 годах заведовал кабинетом истории музыки в Свердловской консерватории. С 1943 года вновь работал в Москве и до 1959 года был старшим научным редактором в «Советской энциклопедии».
Автор работ по истории русской и зарубежной музыки, в том числе работ о М. И. Глинке, А. А. Алябьеве, В. А. Моцарте, А. Сальери, многочисленных статей в советских и зарубежных энциклопедиях и словарях, редактором-составителем сборников «Из музыкального прошлого» (1960, 1965), вместе с И. М. Ямпольским — автором-составителем «Энциклопедического музыкального словаря» (1959, 1966) и «Краткого словаря любителя музыки» (1961, 1967).